# نجيل صغير العصفة
نجيل صغير العصفة (الاسم العلمي:Cynodon parviglumis) هو نوع من النباتات يتبع جنس النجيل من الفصيلة النجيلية.